# Liste der Naturdenkmale in Walsheim
Die Liste der Naturdenkmale in Walsheim nennt die im Gemeindegebiet von Walsheim ausgewiesenen Naturdenkmale (Stand 23. Mai 2024).

## Naturdenkmale
| Nr.         | Bezeichnung                | Lage                        | Beschreibung          | Bild            |
| ----------- | -------------------------- | --------------------------- | --------------------- | --------------- |
| ND-7337-195 | Friedenslinde 1871         | Hauptstraße, bei Nr. 5 Lage | Tilia sp.             | Fotos hochladen |
| ND-7337-247 | Vier Linden vor der Kirche | Hauptstraße, bei Nr. 7 Lage | Tilia sp., vier Bäume | Fotos hochladen |